# كوسة لر عليا
كوسة لر عليا هي قرية في مقاطعة مياندوآب، إيران. عدد سكان هذه القرية هو 469 في سنة 2006.